# Das Geheimnis von Scarecrow
Das Geheimnis von Scarecrow ist ein Comic der Schweizer Zeichnerin Gin Zarbo. Die im Manga-Stil gehaltene Serie wird seit 2020 im Verlag Altraverse veröffentlicht. Die Fantasy-Reihe beschäftigt sich mit Fragen der Gleichberechtigung und Toleranz zwischen Menschen und „Biestern“ sowie der Frage, wie die Bedrohung durch Crows – vogelähnliche Monsterwesen – für die Gesellschaft abgewendet werden kann. Die Szenerie orientiert sich überwiegend an der Lebenssituation des Mittelalters. Zentrale Hauptfigur ist der junge Scarecrow, der als Einziger die Fähigkeit besitzt, Crows zu vernichten und zu verspeisen.

## Entstehung und Veröffentlichung
Gin Zarbo entwickelte die Figur Scarecrow im Rahmen eines Wettbewerbs als reine Illustration. Sie hatte die Figur dabei wegen der Popularität von Vogelscheuchen entwickelt. In den folgenden Jahren bildete sich dann im Geiste Zarbos die Idee, aus dem Charakterdesign eine Geschichte zu entwickeln. Von der ersten Zeichnung bis zur Fertigstellung sollte der kreative Prozess vier Jahre dauern. Aus ihrer Arbeit an dem vorherigen Projekt Undead Messiah nahm sie die Erfahrung der Story-Entwicklung mit. Wie die meisten ihrer anderen Werke ist die Scarecrow-Reihe handgezeichnet. Die Reihe wurde auf sechs Bände angelegt. Gin Zarbo verwendete für die Welt um Scarecrow ein eigenes und selbstentwickeltes Alphabet mit 216 Zeichen. Die Illustrationen sind detailliert, die Detailfreude der Zeichnungen umfasst auch den Hintergrund.
Seit 2022 erfolgt unter dem Titel The Secret of Scarecrow eine Übersetzung ins Schwedische durch den schwedischen Verlag Nosebleed Studio. Ebenfalls unter dem Titel The Secret of Scarecrow erfolgt seit 2024 eine Übersetzung ins Italienische durch den italienischen Comicverlag Edizioni Star Comics. Im September 2024 erschien eine Übersetzung ins Französische durch den frankobelgischen Manga-Verlag Kana.

## Inhalt

### Die Prinzessin und der mysteriöse Scarecrow
Die Bedrohung der Königreiche Ostpol, Südfeld, Westtal und Nordgard durch die vogelähnlichen Monsterwesen – die Crows – ist allgegenwärtig, seit die einzigen ernstzunehmenden Gegner der Crows, die Scarecrow, die Welt aus anfangs nicht näher bekannten Gründen verlassen haben. Die junge Prinzessin Ostpols, Engell Athanasia, hat es sich zur Lebensaufgabe gemacht, die Scarecrow zu finden und verlässt aus diesem Grund unbemerkt das Schloss von Ostpol, indem sie die Barriere, die das Schloss und die Stadt vor den Crows beschützt, durchbricht. 
Auf den Straßen Ostpols, die die Menschen und Biester der Stadt nur mit Masken betreten, trifft sie auf den Biestjungen Rem, der sie schließlich zu einem schlafenden Scarecrow geleitet. Im Angesicht eines sich nähernden Crows, erwacht Scarecrow durch Engells Hilfe schließlich zum Leben, tötet den feindseligen Crow und befreit den durch 'Sicht' manipulierten Rem von seiner Raserei. 
Zurück in der Stadt offenbart Scarecrow Engell sein Problem: Er hat sein Herz verloren und ist aus diesem Grund auf die Energiereserven eines Mediums – Engell – angewiesen, um zu überleben. Engell und Scarecrow beschließen, sich gemeinsam auf die Suche nach Scarecrows Herz zu machen und verlassen die Stadt, ohne den noch immer im Koma liegenden Rem mitzunehmen. Engell lässt ihm jedoch einen Brief zurück, der Rem freies Geleit und Sicherheit im Schloss von Ostpol garantiert. 

### Der Grimm von Steinsburg
Am Bergwerk Steinsburg läuft unterdessen ein scheinbar durch Crows beeinflusstes Monster namens Grimm Amok und tötet wahllos unschuldige Bergarbeiter. Als Scarecrow und Engell schließlich das Bergwerk erreichen, kommt es zwischen dem Grimm und Scarecrow zum Kampf, wobei dieser die Kontrolle über seine Sinne verliert, nachdem er zwei Spitzhacken als Waffen an sich genommen hat. Nur mit Hilfe des jungen Leto Nathan gelingt es, Grimm zunächst in die Flucht zu schlagen und Scarecrow aus seinem Blutrausch zu befreien. 
Auf einer Sitzung des Rates von Nordgard kommt es zwischen dem König Dorato Athanasia – Engells Vater – und den weiteren Ratsmitgliedern zu einem offenen Streit über den weiteren Umgang mit den Crows und den Biestern, die die überwiegende Menge der Abgesandten für verantwortlich hält. Nachdem der Streit schließlich durch das Einlenken Doratos beendet wird, verlassen dieser und seine Gardistin Kala Maxim die Versammlung.
In Steinsburg wird ebenfalls eine Versammlung abgehalten, die sich mit dem weiteren Umgang mit dem Grimm beschäftigt. Hierbei kommt überraschend heraus, dass es sich bei dem Grimm um die verwandelte Form von Letos Großvater Thoras handelt, ein Arzt vom Stamm der Biester. Leto wird durch Engells unbeherrschte Reaktion auf diese Erkenntnis beinahe vor allen Dorfbewohnern als Blend – als Abkömmling eines Menschen und eines Biestes – enttarnt. Durch ein geschicktes Manöver gelingt es Engell schließlich, die Situation noch zu retten.
Im anschließenden Gespräch mit Leto und dessen Vater Renor wird die Geschichte des Grimm enthüllt und offenbart, dass es sich bei Letos Großvater eigentlich um ein Bärenbiest handelt, von dessen Wesen Leto seine Bärenkräfte geerbt hat. Die Verwandlung von Thoras sei während des großen 'Krieges der Gattungen' geschehen, nachdem Thoras im Angesicht des Todes seiner Frau und seiner Tochter seine Gestalt verändert und seitdem Steinburg vor dem Überfall von Crows geschützt habe. Der zu lang anhaltende Zustand der Verwandlung habe Thoras schließlich in den Wahnsinn getrieben.
Gerade als das Gespräch beendet scheint, dringt der Grimm erneut in Steinsburg ein. Leto und Renor erkennen, dass der Grimm bereits im Begriff ist, zu zerfallen und Engell schlägt vor, durch die Anwendung ihrer Kräfte auf den Grimm in dessen Inneres zu blicken. Nachdem Leto und Scarecrow den Grimm niedergerungen haben, gelingt es Engell, die Gruppe in eine Vision von Thoras' Vergangenheit zu führen. Hier wird die Arbeit Thoras' als Arzt gezeigt und wie er einst Scarecrow aus dem Fluss gerettet hatte. Als mehrere Crows das Dorf von Thoras überfielen, erwachte Scarecrow zum Leben und vernichtete die gesamte Rotte vor Thoras Augen. Bevor die Vision endet, erscheint der Gruppe um Engel eine unbekannte Schönheit, die Thoras in der Vision das Leben rettete und Scarecrow (dessen Name Dion in der Vision enthüllt wird) eine Aufgabe überträgt.
Zurück in der Realität angelangt, erliegt der aus seiner Verwandlung befreite Thoras schließlich seinen Verletzungen und die Gruppe um Engell, Dion und Leto macht sich auf der Suche nach einem Gelehrten auf nach Flusswart.

### Der verlassene Schrein des Gottes Herne
Auf dem Weg nach Flusswart macht die Gruppe Rast an einem verlassenen Tempel des Gottes der Biester. Nachdem Engell Dion von ihrer Mutter erzählt hat, betten sich alle drei Mitglieder der Gruppe zur Ruhe. Unterdessen reist König Dorato auf dem Fluss Seos min Begleitung seiner Gardistin ebenfalls nach Flusswart.
Während alle schlafen, erscheint unmittelbar vor dem Eingang des Waldes eine mysteriöse Gestalt, die scheinbar Crows zu befehligen scheint. Dion sieht, wie Engell scheinbar wie durch Herne beeinflusst, einen starken Energiestrahl - die sogenannte Orgon-Energie- ausstrahlt, um den Eindringling zu vertreiben. Nur Sekunden nach der überraschenden Attacke fällt Engell zurück in den Schlaf. 
Unterdessen kommt es in Flusshafen zwischen dem nach wie vor herumirrenden Rem und zwei Soldaten der Hüter – Gilwar Ehrlich und Robon Niklas – zu einem Kampf. Die Hüter wollen den Biestjungen, von dem eine dunkle Aura ausgeht, stellen und gegebenenfalls töten, sollte er sich als von Crows beeinflusstes Biest herausstellen. Rem gelingt zunächst die Flucht. Er wird jedoch wenig später am Rande der Stadt erneut gestellt und schwer verletzt, ehe er durch eine Finte während eines weiteren Anfalls von Raserei doch noch fliehen kann. 
Während Rem sich dem Tode geweiht auf die Fährte von Engell begibt, beschließt Leto Engell und Dion in die Geheimnisse der Orgon-Energie einzuweihen und erklärt beiden zunächst dessen Funktion und Wirkung in der Welt. Während Engell versucht, die entsprechende Technik zu erlernen, schlägt Leto Dion vor, seine Energien ebenfalls zu konzentrieren, um diese (wie Engell) kontrollieren zu lernen. Nachdem Dion jedoch sein Orgon in die aus Steinburg erhaltenen Sensen geleitet hat, erwacht erneut der gefährliche Scarecrow in ihm und nimmt sich vor, Leto zu töten. Versuche Engells und Letos Dion zu stoppen misslingen und er kann aus den Wäldern Hernes fliehen.

## Auszeichnungen
- AnimaniA Awards 2021: Bester Manga National[9]